# Gerte John
Gerte John (20 de enero de 1972) es una deportista alemana que compitió en remo. Ganó dos medallas en el Campeonato Mundial de Remo, en los años 1995 y 1996, ambas en la prueba de cuatro sin timonel.

## Palmarés internacional
| Campeonato Mundial | Campeonato Mundial       | Campeonato Mundial | Campeonato Mundial |
| Año                | Lugar                    | Medalla            | Prueba             |
| ------------------ | ------------------------ | ------------------ | ------------------ |
| 1995               | Tampere (Finlandia)      | Medalla de plata   | Cuatro sin timonel |
| 1996               | Motherwell (Reino Unido) | Medalla de bronce  | Cuatro sin timonel |